# Carl-Heinz Birnbacher
Heinz Birnbacher (26 de maio de 1910 - 5 de dezembro de 1991) foi um oficial alemão que serviu durante a Segunda Guerra Mundial. Foi condecorado com a Cruz de Cavaleiro da Cruz de Ferro.

## Carreira militar
Birnbacher entrou para a Reichsmarine no dia 9 de outubro de 1930 como Seekadett, servindo no II. Schiffstammabteilung der Ostsee. No ano de 1935 se tornou instrutor na Torpedoschule de Flensburg. Tempos depois serviu a bordo do Cruzador Leve Karlsruhe.
No mês de setembro de 1936 entrou para o 1. Schnellbootflottille onde comandou os S-7 e S-14. Tournou-se oficial de observação do Zerstörer Z 1 Leberecht Maas no mês de outubro de 1937. No ano de 1938 tornou-se novamente instrutor na Torpedoschule de Mürwik.

### Segunda Guerra Mundial
Foi promovido para Kapitänleutnant no dia 1 de abril de 1939, assumindo o comando do 1. Schnellbootsflottille no dia 1 de dezembro de 1939, até então liderado pelo Kapitänleutnant Kurt Sturm, estando no comando desta unidade ao ser condecorado com a Cruz de Cavaleiro da Cruz de Ferro no dia 17 de junho de 1940.
Participou com a sua unidade da Operação Weserübung e em seguida a Flotilha de Birnbacher foi transferida para o Mar Báltico com o início da Operação Barbarossa, fixando a sua base em Konstanza, Mar Negro no dia 24 de maio de 1942.
Deixou o comando da Flotilha e se tornou oficial do Zerstörer "Z 23" no dia 19 de outubro de 1942, e logo em seguida, comandante do Zerstörer Z 25 no dia 11 de agosto de 1943. Meses depois, no dia 1 de dezembro de 1943, assumiu o comando do Z 24.
No comando do Z 24, Birnbacher esteve subordinado ao 8. Zerstörerflottille onde passou a operar no Atlântico Norte. O Z 24 foi bombardeado e afundou nos arredores de Le Verdon na noite do dia 24-25 de agosto de 1944. Birnbacher assumiu então o comando do Marine-Bataillon Narvik no dia 26 de agosto de 1944, estando nesta unidade ao ser feito prisioneiro de guerra pelos franceses no dia 22 de abril de 1945.

### Pós-guerra
Foi libertado no mês de outubro de 1947. Entrou para o Bundeswehr no dia 16 de agosto de 1956 servindo na Bundesmarine, se retirando do serviço ativo no dia 1 de abril de 1973.
Heinz Birnbacher faleceu no dia 5 de dezembro de1991 na sua cidade natal, em Villach.

### Patentes
| Seekadett            | 9 de outubro de 1930   |
| Gefreiter            | 1 de abril de 1931     |
| Fähnrich zur See     | 1 de abril de 1932     |
| Obermaat             | 1 de julho de 1932     |
| Oberfähnrich zur See | 1 de abril de 1934     |
| Leutnant zur See     | 1 de outubro de 1934   |
| Oberleutnant zur See | 1 de junho de 1936     |
| Kapitänleutnant      | 1 de abril de 1939     |
| Korvettenkapitän     | 1 de abril de 1943     |
| Fregattenkapitän     | 16 de agosto de 1956   |
| Kapitän zur See      | 18 de setembro de 1960 |
| Flottillenadmiral    | 7 de agosto de 1963    |
| Konteradmiral        | 2 de outubro de 1968   |

## Condecorações
| Medaille zur Erinnerung an die Heimkehr des Memellandes                  | 20 de setembro de 1939 |
| Cruz de Ferro 2ª Classe                                                  | 9 de abril de 1940     |
| Cruz de Ferro 1ª Classe                                                  | 20 de abril de 1940    |
| Badge de Feridos em Preto                                                | 15 de maio de 1940     |
| Cruz de Cavaleiro da Cruz de Ferro                                       | 17 de junho de 1940    |
| Schnellboot-Kriegsabzeichen                                              | 16 de dezembro de 1940 |
| Dienstauszeichnung III. Classe                                           | 4 de novembro de 1941  |
| Finnischer Orden des Freiheitskreuzes III. Classe                        | 4 de novembro de 1941  |
| Mencionado no Wehrmachtbericht                                           | 9 de março de 1941     |
| Cruz Germânica em Ouro                                                   | 10 de novembro de 1942 |
| Zerstörer-Kriegsabzeichen                                                | 27 de abril de 1943    |
| Großes Verdienstkreuz des Verdienstordens der Bundesrepublik Deutschland |                        |